# Adamo Mariotti
Adamo Mariotti (Roma, 25 gennaio 1886 – Roma, 24 febbraio 1952) è stato un generale italiano, veterano della guerra italo-turca e della prima guerra mondiale. Nel corso della seconda guerra mondiale fu comandante della 33ª Divisione fanteria "Acqui" durante la campagna di Grecia, e Sottocapo di Stato maggiore del Regio Esercito, insieme al generale Giuseppe De Stefanis, durante i giorni dell'armistizio dell'8 settembre 1943, e della mancata difesa di Roma. Tra il 1944 e il 1945 fu comandante della regione militare della Sicilia.

## Biografia
Nacque a Roma il 25 gennaio 1886. Arruolatosi nel Regio Esercito il 14 settembre 1904 iniziò a frequentare come Allievo ufficiale la Regia Accademia Militare di Artiglieria e Genio di Torino, da cui uscì con il grado di sottotenente di arma di artiglieria nel 1906.
partecipò alla guerra italo-turca, venendo decorato di una Medaglia di bronzo al valor militare durante il combattimento dell'Oasi delle Due Palme, e poi alla prima guerra mondiale.
Promosso colonnello il 10 gennaio 1934 fu comandante del 5º Reggimento artiglieria "Superga" di stanza a Torino e poi comandante dell'artiglieria del XII Corpo d'armata a Palermo, nel periodo 1934-1940.
Promosso generale di brigata il 30 giugno 1938, rimase a Palermo sino al 20 settembre 1940, in piena seconda guerra mondiale, quando assunse il comando della 33ª Divisione fanteria "Acqui" a Merano, con cui, nel mese di dicembre, partì per l'Albania per combattere contro la Grecia.
Nel febbraio 1941 fu sostituito alla testa della Grande unità dal generale Luigi Mazzini, e rimpatriò per assumere l'incarico di Capo di stato maggiore della 6ª Armata ad Enna, in Sicilia, venendo promosso al rango di generale di divisione il 1º gennaio 1942.
Il 18 febbraio 1943 divenne Intendente presso lo Stato maggiore dell'Esercito a Roma, e poi fu promosso Sottocapo di Stato maggiore intendente, ricoprendo tale incarico insieme al generale Giuseppe De Stefanis. Tra i protagonisti della mancata difesa di Roma, partecipò alla fuga coi sovrani a Brindisi dopo la firma dell'armistizio dell'8 settembre 1943.
Nel 1944 fu in servizio come Comandante della regione militare della Sicilia, rimanendovi sino al 1945.
Si spense il 24 febbraio 1952.

### Fonti
1. ↑  Generals.
2. 1 2 3  Palumbo 2013, p. 48.
3. ↑  Sito web del Quirinale: dettaglio decorato.
4. ↑   Bollettino ufficiale delle nomine, promozioni e destinazioni negli ufficiali e sottufficiali del R. esercito italiano e nel personale dell'amministrazione militare, 1934,  p. 1355. URL consultato il 22 agosto 2019.